# Vanesa de la Torre Flores
Vanesa de la Torre Flores (1995) es una deportista mexicana que compite en triatlón. Ganó cuatro medallas de bronce en el Campeonato Panamericano de Triatlón entre los años 2014 y 2018.

## Palmarés internacional
| Campeonato Panamericano | Campeonato Panamericano   | Campeonato Panamericano | Campeonato Panamericano |
| Año                     | Lugar                     | Medalla                 | Prueba                  |
| ----------------------- | ------------------------- | ----------------------- | ----------------------- |
| 2014                    | Sarasota (Estados Unidos) | Medalla de bronce       | Relevo mixto            |
| 2015                    | Sarasota (Estados Unidos) | Medalla de bronce       | Relevo mixto            |
| 2017                    | Sarasota (Estados Unidos) | Medalla de bronce       | Relevo mixto            |
| 2018                    | Brasilia (Brasil)         | Medalla de bronce       | Individual              |